# Paragalaxias mesotes
Paragalaxias mesotes је зракоперка из реда Salmoniformes. 

## Угроженост
Ова врста се сматра рањивом у погледу угрожености врсте од изумирања.

## Распрострањење
Аустралија је једино познато природно станиште врсте.

## Популациони тренд
Популација ове врсте је стабилна, судећи по доступним подацима.

## Станиште
Станишта врсте су језера и језерски екосистеми и слатководна подручја.